# Stephen Dixon (écrivain)
Pour les articles homonymes, voir Stephen Dixon et Dixon.
Œuvres principales
- Autoroute

Stephen Dixon, nom de plume de Stephen Bruce Ditchik, né le 6 juin 1936 à New York et mort le 6 novembre 2019 à Towson dans le Maryland, est un écrivain américain.

## Biographie
Dans la vingtaine, Stephen Dixon travaille comme journaliste et est interviewer à la radio. Diplômé du City College of New York en 1958, il exerce ensuite divers petits métiers, dont conducteur d'autobus et barman. Il a été professeur à l'université Johns Hopkins avant de se consacrer entièrement à l'écriture. 
Influencé par Fédor Dostoïevski, Thomas Mann, Franz Kafka, Ernest Hemingway et Anton Tchekhov, il publie des nouvelles, à partir des années 1970, genre qu'il privilégie. Il a également fait paraître plusieurs romans.
Il est boursier de la fondation Guggenheim en 1984.
Il est lauréat du O. Henry Award 1993 pour la nouvelle The Rare Muscovite et du prix Pushcart 1999 pour la nouvelle The Burial.
Stephen Dixon est décédé des suites de la maladie de Parkinson dans un centre de soins palliatifs à Towson (Maryland) le 6 novembre 2019, il avait 83 ans.

## Œuvres

### Romans
- Work, Le Serpent à Plumes, 2002 ((en) Work, 1977)
- Jamais trop tard, Balland, 1990 ((en) Too Late, 1978)Réédition aux éditions Cambourakis en 2017
- Parce que c'était elle, Balland, 2003 ((en) Fall And Rise, 1985)
- Ordures, Balland, 1992 ((en) Garbage, 1988)Réédition aux éditions Cambourakis en 2013
- (en) Frog, 1991
- Autoroute, Balland, 1997 ((en) Interstate, 1995)
- Gould, Balland, 2000 ((en) Gould, 1997)
- (en) 30: Pieces of a Novel, 1999
- (en) Tisch, 2000
- (en) I., 2002
- (en) Old Friends, 2004
- Coups de fil, Balland, 2009 ((en) Phone Rings, 2005)
- (en) End of I., 2006
- (en) Meyer, 2007
- (en) Story of a Story and Other Stories: A Novel, 2012
- (en) His Wife Leaves Him, 2013
- (en) Letters to Kevin, 2016
- (en) Beatrice, 2016

### Recueils de nouvelles
- (en) No Relief, 1976
- (en) Quite Contrary: The Mary and Newt Story, 1979
- Nouvelles du 14e, L'Incertain, 1989 ((en) 14 Stories, 1980)
- Movies, Balland, 1992 ((en) Movies: Seventeen Stories, 1983)
- (en) Time to Go, 1984
- La vie est une blague, L'Incertain, 1993 ((en) The Play and Other Stories, 1988)
- (en) Love and Will: Twenty Stories, 1989
- (en) All Gone: 18 Short Stories, 1990
- (en) Friends: More Will and Magna Stories, 1990
- Pour faire court, Balland, 1995 ((en) Long Made Short, 1994)
- (en) Man on Stage: Play Stories, 1996
- (en) Sleep, 1999
- (en) What Is All This?, 2010
- (en) Writing, Written, 2019